# Portoriko na Letních olympijských hrách 1984
Portoriko se účastnilo Letní olympiády 1984 v americkém Los Angeles. Zastupovalo ho 51 sportovců (43 mužů a 8 žen) v 13 sportech.

## Medailisté
| Medaile | Jméno              | Sport | Soutěž                     |
| ------- | ------------------ | ----- | -------------------------- |
| Stříbro | Luis Ortiz         | Box   | muži lehká váha do 60 kg   |
| Bronz   | Aristides González | Box   | muži váha střední do 75 kg |